# Elyaniv Barda
Elyaniv Felix Barda (uváděný i jako Elianiv Barda; hebrejsky אליניב פליקס ברדה; narozen 15. prosince 1981, Beerševa, Izrael) je izraelský fotbalový útočník a reprezentant, od roku 2013 hráč klubu Hapoel Be'er Sheva.
Mimo Izrael působil na klubové úrovni v Belgii.

## Klubová kariéra
- Hapoel Be'er Sheva (mládež)
- Hapoel Be'er Sheva 1998–2002
- Makabi Haifa 2003–2005
- Hapoel Tel Aviv 2005–2007
- KRC Genk 2007–2013
- Hapoel Be'er Sheva 2013–

## Reprezentační kariéra
Barda reprezentoval Izrael v mládežnické kategorii U21.
V A-mužstvu Izraele debutoval 24. 3. 2007 v kvalifikačním zápase v Ramat Ganu proti reprezentaci Anglie (remíza 0:0).